# Gmina Olovo
Gmina Olovo (boś. Općina Olovo) – gmina w Bośni i Hercegowinie, w kantonie zenicko-dobojskim. W 2013 roku liczyła 10 175 mieszkańców.